# August Zang
Pour les articles homonymes, voir Zang.
August Zang est un entrepreneur, inventeur, éditeur et homme politique autrichien, né le 2 août 1807 à Vienne, ville où il est mort le 4 mars 1888.

## Biographie
Fils du chirurgien Christoph Bonifaz Zang, il a abandonné ses études secondaires pour entrer à l’armée où il a inventé le fusil à percussion, avant d’en démissionner à l’âge de 29 ans pour entrer dans les affaires.
En 1837, il prit, en compagnie d’Ernst Schwarzer, le chemin de Paris, où il introduisit avec grand succès le kipferl, précurseur du croissant, en ouvrant au début du mois novembre 1839 sa Boulangerie viennoise au 92, rue de Richelieu. 

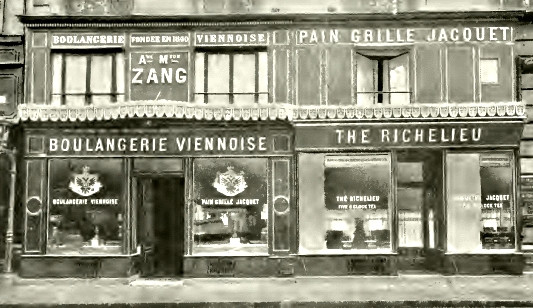
L’ancienne boulangerie parisienne de Zang en 1909, avec le nom du fondateur sur la façade.

En raison de ses contacts avec le patron de presse Émile de Girardin, fondateur de La Presse et le journaliste autrichien Léopold Landsteiner, il a commencé à s’intéresser au journalisme. Après l’instauration de la liberté de la presse en Autriche, en mars 1848, Zang vendit son entreprise parisienne et retourna s’installer à Vienne.
Avec Ernst Schwarzer et Leopold Landsteiner, il lança, le 16 juin 1848, le premier numéro du Kleinen Reichstagszeitung zur Belehrung des Volkes (Petit journal du Reichstag pour l’instruction du peuple), qui ne parut que le 20 juin. Le 3 juillet 1848 paraissait le premier numéro du journal de grand format Die Presse, dont Zang était le rédacteur en chef et Landsteiner l’éditeur en chef. Rapidement devenu l’un des plus importants de l’Empire austro-hongrois, ce journal fut considéré comme un symbole du journalisme moderne en Autriche.
Décrit comme dur en affaires, Zang est entré en conflit avec de nombreux journalistes tant de son propre journal que feuilles, comme Moritz Gottlieb Saphir, Max Friedländer et Michael Étienne. Ces deux derniers finirent par démissionner du comité de rédaction de la Presse pour fonder, en 1864, la Neue Freie Presse.
À partir de 1861, Zang a représenté le 3e district de Vienne au conseil municipal de la ville, où il a défendu, entre autres, le projet de grand marché couvert sur le modèle des Halles de Paris. Après s’être opposé en vain, au sein de la commission d’approvisionnement en eau, au projet d’Eduard Suess de création d’une canalisation acheminant l’eau à Vienne depuis les Alpes en faveur d’un projet meilleur marché d’eau de rivière, il s’est démis de son mandat en 1863.
En 1867, il a vendu la Presse, dont la rédaction avait ses locaux au 3 Seidlgasse, pour fonder, la même année, la kk privilegierte österreichische Vereinsbank (« Crédit impérial et royal autrichien privilégié ») qu’il dirigea jusqu’en 1872.
Zang vécut jusqu’à la fin de sa vie en richissime propriétaire. Sa succession a été évaluée à 10 millions de florins autrichiens, avec un hôtel privé dans la Johannesgasse, le château Greißenegg à Voitsberg en Styrie, des mines, etc. Il a créé des bourses pour les élèves nécessiteux avec ses émoluments de membre du Landtag bas-autrichien.

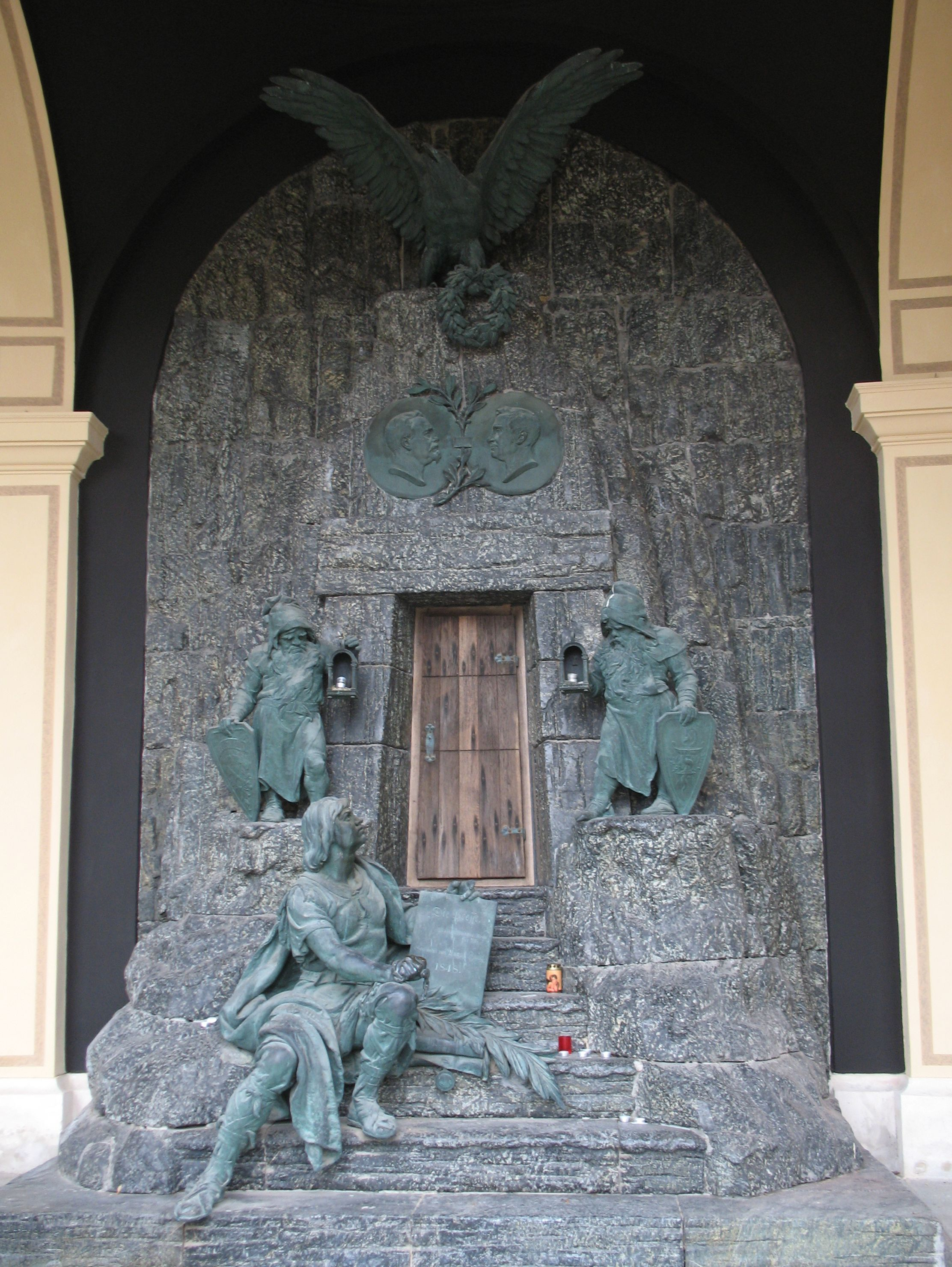
Tombeau.

À sa mort, peu après minuit, dans la nuit du 3 au 4 mars, il a été inhumé au cimetière central de Vienne dans un tombeau conçu par le sculpteur Heinrich Natter.

## 1839, ouverture de la "boulangerie viennoise" d'August Zang à Paris
Elle est décrite dans le journal "La gastronomie" du dimanche 24 novembre 1839 : 
« De toutes les branches de l'art alimentaire, il n'en est pas une qui mérite un plus haut degré d'attention que la fabrication du pain, cette nourriture obligée des riches et des pauvres, des hommes, des femmes et des enfants.  Cependant, au milieu de tous les progrès du siècle, on remarquait avec surprise et peine tout à la fois, que l'art de faire le pain en était toujours resté au même point de perfectionnement ; que loin d'avancer, il avait en quelque sorte plutôt rétrogradé.  La boutique du boulanger s'obstinait à garder le dernier rang parmi les boutiques, lorsqu'il lui appartenait d'occuper le premier rang.  Toujours sale et puante, enfumée et enfarinée, avec ses mitrons aux trois quarts in naturalibus, avec ses boulangères grossières et hargneuses, elle ne pouvait plus être fréquentée que par des cuisinières, des colporteurs et des maçons. Les maîtres de maison, obligés de s'interdire l'entrée de ces antres de Cyclopes, sous peine de ne pouvoir plus manger sans dégoût une bouchée de pain, laissaient le champ libre à la fraude et au vol, et le tribunal de police correctionnelle avait peine à suffire aux jugements sévères qu'il lui fallait prononcer chaque jour contre les coupables.  Il était temps que la boulangerie se relevât de son abaissement.  Déjà, de nobles efforts avaient été tentés avec succès par plusieurs boulangers, à la tête desquels nous devons placer M. Félix, rue Neuve-Vivienne, 35. M. Félix eut à lutter contre la routine et la rage jalouse de beaucoup de ses confrères ; mais il ne perdit pas courage et la victoire lui resta.  M. Frischmuth, son gendre et successeur, persiste dans la bonne voie ; il apporte tous les jours de nouveaux perfectionnements dans la fabrication de ses pains et de ses pâtisseries.  Aussi, ses élégants salons sont-ils fréquentés par la meilleure compagnie de Paris, qui ne cesse pas de faire l'éloge des bretzel au beurre et à la crème et des manières gracieuses de la maîtresse du magasin.  Mais il vient d'arriver un concurrent redoutable. C'est M. Zang, de Vienne, qui s'est tout d'abord établi dans le beau milieu de la rue de Richelieu.  La foule ne quitte pas son magasin depuis une quinzaine de jours qu'il est ouvert.  Dedans, dehors la foule est partout.  On regarde, comme aux vitres des marchands de gravures du passage Véro-Dodat et de la rue du Coq-Saint-Honoré.  Et que regarde-t- on ? …  De délicieux salons, vrais boudoirs de danseuses de l'Opéra, avec glaces, tentures, et tout ce que le luxe a de plus recherché ; on regarde des pains, oui, des pains, mais quels pains ! ... jaunes, dorés dessus et dessous, comme des brioches !  On regarde encore, non seulement tous les produits de la pâtisserie française, mais tous ceux des pâtisseries étrangères, et plus spécialement de celle de Vienne, tels que gugelhupf, krapfén, strudel, biscuits de Presbourg, etc., etc.  Que la barbarie des noms ne vous effraie pas ; mangez, mangez toujours, et vous m'en direz des nouvelles.  Il y a longtemps que ces gâteaux sont appréciés par les gourmets de tous les pays.  Le système de M. Zang se distingue de tous ceux connus jusqu'à ce jour : 1° par un nouveau procédé de fermentation qui a pour résultat de rendre la pâte très légère et d'une digestion facile, tout en y conservant le maximum de sa substance nutritive ; 2° par une cuisson nouvelle, à la vapeur, qui donne au pain un croquant si flatteur au goût et un glacé naturel à sa surface, qu'aucune cuisson parisienne n'a encore su produire.  Il y a dans cette boulangerie, trois fois par jour, du pain frais cuit de toutes les espèces. On est servi à domicile et aux heures que l'on indique. Il suffit pour cela d'écrire un mot à M. Zang par la petite poste, comme vous écririez à un directeur de théâtre ou au député de votre arrondissement.  Que voulez-vous demander de plus ?  Pour moi, je déclare que je n'ai jamais rien mangé de meilleur, en fait de pain, que celui de M. Zang et de M. Frischmuth.  Je ne sais même pas si cela n'est pas trop bon pour du pain, car il est des bornes à tout dans ce monde.  Ce que je vous signale surtout, ce sont les pains de seigle.  Demandez-les sortant du four, et faites de minces tartines (les plus minces possible), sur lesquelles vous étendrez du beurre d'Isigny ou de la Prévalais.  Si vous pouvez manger avec le thé quelque chose de plus délicat, je consens à dîner à table d'hôte jusqu'à la fin de ma vie.  Ce que j'aime aussi de ces pains, c'est leur propreté, c'est leur aspect appétissant.  Je me figure que ce sont de blanches et douces mains de femmes qui les pétrissent. Et quand je pense que la semaine dernière un de mes amis a trouvé dans un pain de gruau acheté chez un boulanger de la Chaussée-d'Antin, devinez quoi ?... Oh !  C’est bien dégoûtant ! cependant il faut que vous le sachiez pour votre gouverne … Préparez-vous… Il a trouvé une horrible chique de tabac !! (Historique.) Pouah !... »

## August Zang et le kipferl
Au début du mois de novembre 1839, August Zang ouvre sa boulangerie viennoise, rue de Richelieu, 92, à Paris où, selon certains auteurs, il aurait fait connaître le kipferl, ancêtre du croissant actuel.  
La réalité semble devoir être nuancée.   
Dans une lettre adressée au rédacteur du journal "La Gastronomie" et publiée le 17 novembre 1839, le boulanger Frischmuth, gendre et successeur de Félix, boulangerie française, allemande et anglaise, rue Neuve Vivienne, 35,  écrit : "Avec les petits pains dits kipfel et kaiser-semmel, que je tiens avec succès depuis plus de quatre ans, ...".   Le boulanger Frischmuth propose donc à sa clientèle parisienne des kipferls depuis 1835, année où August Zang est toujours sur le sol autrichien.
Voici le texte complet de la lettre du boulanger Frischmuth : « Monsieur le Rédacteur, J'ai l’honneur de vous prévenir que je viens de donner, par la construction de nouveaux fours spéciaux, une grande extension et surtout un immense perfectionnement à ma panification à l'instar de Vienne (Autriche).  Avec les petits pains dits kipfel et kaiser-semmel, que je tiens avec succès depuis plus de quatre ans, je fabrique actuellement le biscuit de Presbourg et les pains ananas, qui rivalisent aisément avec les pains à la provençale par leur légèreté, leur saveur et leur aspect friand.  Mes flûtes, couronnes, bretzel au beurre et à la crème, pains de dessert, pains russes fourrés et sandwiches, soutiennent toujours avec bonheur la réputation de supériorité qu'ils ont acquise jusqu'à ce jour d'une manière incontestable.  Et incessamment, le pain sera fabriqué chez moi sans levain, par un nouveau procédé qui améliorera sensiblement son goût.  J'ai l'honneur, monsieur, de vous saluer avec considération.  Votre dévoué serviteur,  FRISCHMUTH, boulanger, Gendre et successeur de FÉLIX. »